# Voxnan

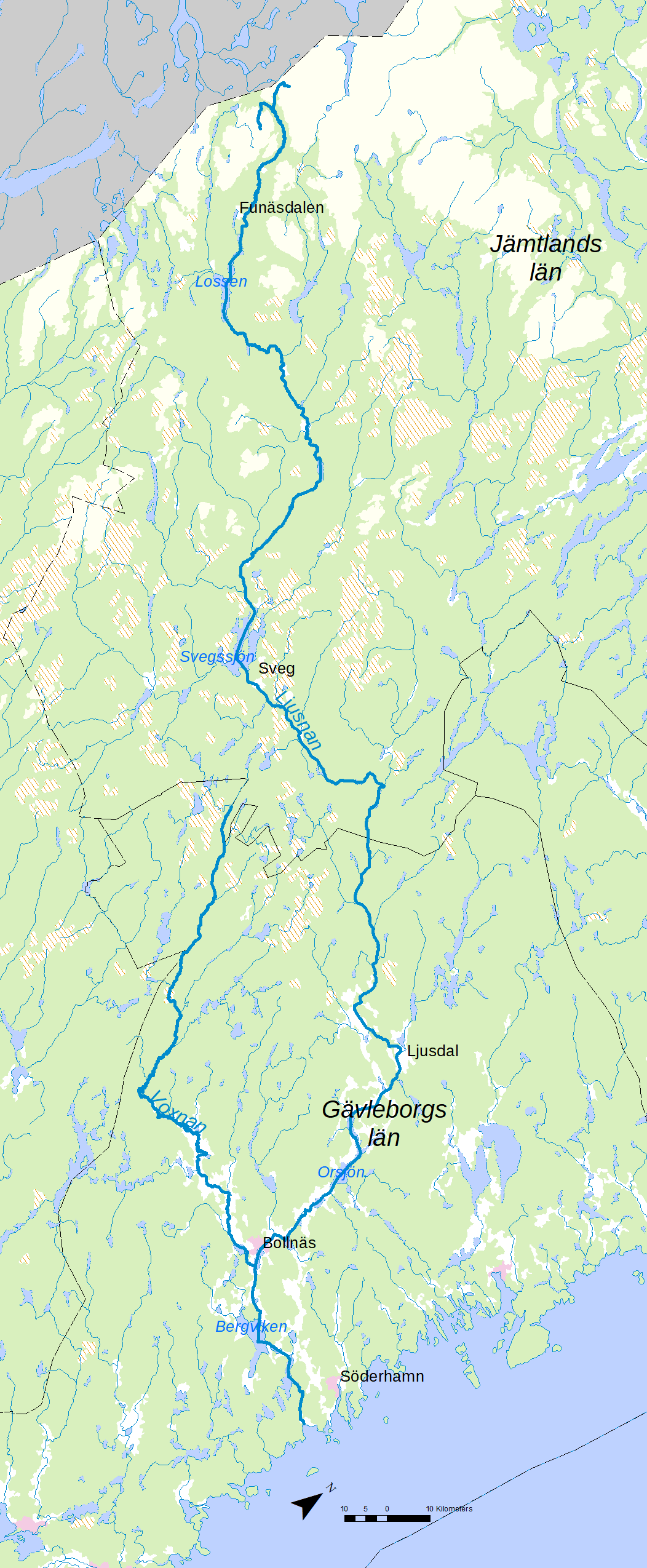
Karta över Voxnans och Ljusnans flöden.

Voxnan är en 19 mil lång älv i Hälsingland som i huvudsak ligger i Ljusdals, Ovanåkers och Bollnäs kommuner i Gävleborgs län. I vissa korta delar går övre Voxnan även i Dalarnas och Jämtlands län.
Voxnans källsjö är Siksjön i Härjedalens kommun i Jämtlands län. Och två kilometer av övre Voxnan finns dessutom inom Dalarna i Håvenkilen, längst upp i Ore socken, Rättviks kommun i Dalarnas län.

## Naturgeografi
Voxnan är en skogsälv. Voxnan är det största biflödet till Ljusnan, som är en fjällälv..
Övre Voxnan följer det mest framträdande och enhetliga dalstråket i västra Hälsingland, skapat av inlandsisen och en isälv som i stort följde Voxnans nuvarande sträckning. Isälven mötte under inlandsisens avsmältningsskede vid nuvarande Hylströmmen den innersta mycket trånga viken av en mäktig 70 km lång fjord, som öppnade sig mot Ancylussjön med en gles skärgård strax öster om nuvarande Bollnäs. Högsta kustlinjen, cirka 230 m ö.h. nederst vid slutet av Hylströmmens branta lopp markerar fjordens högsta vattennivå. Isälven förde med sig av inlandsisens tyngd och dess därigenom radiellt glidande nötning stora mängder ur berggrunden eroderat material (sand, mo, mjäla, ler), som sedimenterat avsattes i viken och byggde upp ett mäktigt delta, överst uppemot cirka 30 m tjocklek, 20-25 m vid Blommaberg och minst 15 m vid Vintjärnshedarna. Isälvsdeltat utbreder sig avlagrat i dalgången sluttande ner söderut och österut över hela Voxnadalen i Ovanåkers kommun emot Alfta.
Efter hand från cirka 9700 år sedan som deltaplanet torrlades norrifrån genom landhöjningen kom deltabildningen att förskjutas mot söder och allt längre österut ner i Voxnadalen. Den blivande Voxnan fick erodera genom deltaplanet till sin nuvarande fåra. Efter hand som isfronten för inlandsisen då genom avsmältningen drog sig norrut på land fylldes dalbottnen uppströms Hylströmmen av stora mängder isälvsmaterial på land i form av kilometerbreda sandur-avlagringar. Materialet är grovt och avlagrat i cirka 5 m mäktiga flacka bankar, uppemot Rullbo i 10 m mäktiga lager.
Övre Voxnan är som utpräglad skogsälv, trots sina omfattande omskapande flottledsrensningar, ändå hållande mycket höga botaniska, zoologiska och kvartärgeologiska värden och har därför betydande värden av riksintresse för naturvård och friluftslivet.

## Kulturgeografi
Övre Voxnan är i stort sett opåverkad av vattenkraftutbyggnad i dess 123 km långa lopp från Siksjön i Härjedalen till Vallhaga i Ovanåkers kommun. Trots en betydlig påverkan under flottningsepoken, men ändå den längsta, bäst bevarade och minst påverkade vattendragssträckan i Mellansverige, hör Voxnan till de ur naturvårdssynpunkt mest värdefulla objekten i Gävleborgs län.
Nedre övriga delen av Voxnan, i Voxnadalen och till utloppet i sjön Varpen, har vattenkraftverk i Vallhaga, Bornforsen, Österforsen (Edsbyn), Malvik (Alfta), Sunnerstaholm och Lenninge (Bollnäs).
Voxnan har i jämförelse med Ljusnan låg regleringsgrad vad gäller årsreglering. I den övre delen av Voxnan, i de största tillflödena, finns ett antal reglerade större sjöar, som kan lagra där tillfört vatten vid vårfloden och av sommar- och hösthalvårets nederbörd. Dessa sjöars dammar var tidigare endast vårflodsanvända flottningsdammar, vars dammutskov nu avtappar vatten årsreglerat, olika efter säsong med ständigt flöde. Detta med avtappad maxvolym vintertid och vanligen med i vattendom fastställd minimivolym övrig årstid, mot det hydrologiskt naturliga i så kallad omvänd vattenföring (omvänd vattenregim), med ett undantag (Storhamrasjön) utan nolltappning. Tappningen av vatten till övre Voxnans älvfåra sker med ett hydrologiskt onaturligt lägre vattenflöde vårflodstid samt vanligen även återkommande mot naturligt med för lågt vattenflöde sommar- och hösttid, detta med stora ekologiska konsekvenser. Den samlade vattenvolymen i Voxnan korttidsregleras först när vattnet långt nedströms når vattenkraftverken i Voxnadalen med Edsbyn och Alfta.
Sedan den 19 juni 2019 ingår Voxnan i ett Voxnadalens biosfärområde inom Unescos globala nätverk för biosfärområden, avseende ekosystemet och landskapet inom den största delen av Voxnans avrinningsområde, i huvudsak inom delen av Hälsingland (bara delen inom Gävleborgs län), men även delen i Orsa finnmark inom Ljusdals kommun och Dalarna. Alltså ej avrinningsområdet utanför Gävleborgs län, för två källsjöområden i Härjedalen, Siksjön och Amsen och för Ängersjödelen av Jättsjön i Hälsingland, av delen belägen utanför Ljusdals kommun och Gävleborgs län.  Biosfärområdet täcker cirka 341 533 ha. Syftet är att komma medföra medvetenhet, att se helheten, till lokal samverkan för en miljömässig, social och ekonomisk hållbar utveckling inom avrinningsområdet.

## Etymologi
Namnet Voxnan kommer historiskt från ordet växa (av fornsvenskans vox) och syftar på att Voxnan ofta snabbt kan svämma över och "växer" över sina strandlinjer. Detta beror av att det finns få sjöar, inga stora i övre Voxnans fåra, som innebär att utjämnande buffringsförmåga efter stora regn saknas. Skillnaderna mellan hög- och lågvattenföringar blir stor, växlingar i vattenföringens storlek kan ofta få ett snabbt förlopp. Sjöprocenten i övre Voxnan, uppströms Voxnadalen är mycket låg, för Voxnan i sin helhet 6,1 %, vilket också är lägre än för norrlandsälvarna norr om Ljusnan, vilket har utgjort en ogynnsam faktor för utnyttjandet av övre Voxnan för vattenkraftproduktion.
Det än lokalt använda namnet i trakterna av översta Voxnan är "Voxa". Äldsta belägget är Wåxen från 1552 (dialektalt Våxa/Våxan), Voxnan vanligt först från 1600-talet.

## Älven
Voxnan är Ljusnans största biflöde. Disponibel vatteneffekt är 50 MW, varav cirka 29 MW byggts ut, särskilt störst andel vid Alfta.
I sitt övre lopp, ovan Voxna, är Voxnan dock väsentligen outbyggd med vattenkraftverk, frånsett kraftverket från 1932 med 13 % regleringsgrad vid Storlugnströmmen. För biflödena till övre Voxnan finns kraftverk byggt 1994 vid Storhamrasjöns utlopp till Håvaån, i Loån finns två mindre på senare år renoverade vattenkraftverk samt i Gryckån ett gammalt mindre och även ett gammalt mindre i Sälmån.
Medelflödet vid utloppet till sjön Varpen, som genomflyts av Ljusnan är 39,6 m³/s. Vid bron Nybro vid Voxnabruk finns ett pegelhus för daglig mätning av vattenföring från övre Voxnan.

### Delsträcka Siksjön-Mjösjön
Voxnan rinner upp ur den 7 km långa och långsmala Siksjön i Härjedalen och flyter ut mot sydost lugnt i cirka 1,5 km som en ca 10 meter bred å fram till Voxtjärnen, där högerbiflödet Acksjöån ansluter sig. Efter Voxtjärnen forsar ån avsmalnad, med totalt cirka 9 m fallhöjd, i cirka 1,5 km, till de i samma sprickdal belägna, nära sammanhängande och mycket långsmala Voxsjöarna, först av dem Klucksjön.
Voxsjöarna är landskapsgräns mellan Dalarna och Hälsingland och länsgräns mellan Gävleborgs (Ljusdals kommun) och Jämtlands län (Härjedalens kommun). Över Voxsjöarna i drygt 1,5 mil finns här kortare sträckor med smalare strömdrag med mest bara små fallhöjder (totalt någon meters nivåfall) mellan sprickdalssjöarna Klucksjön, Stensjön, Björnsjön, Holmsjön, Ormsjön, Rörsjön och Mjösjön. Den här övre delen av Voxnan är populär som lättpaddlad kanotled.
Viktigt biflöde till Voxnan i det här övre loppet är Björnån, som har ett betydligt större avrinningsområde och större vattenflöde än vad Voxnan har uppströms Björnåns inflöde i Voxnan. Siksjön räknas ändå som källsjön för Voxnan genom sitt läge liggande i förlängningen av, i samma sprickdal som Voxsjöarna och Voxnan länge nedströms, ända till Hylströmmen.
I Björnåns avrinningsområde finns tre årsregleringsmagasin, de två uppdämda stora källsjöarna Tandsjön och Amsen (i Härjedalen), båda rinner genom Tandsjöån respektive Amsån ut i de samdämda stora sjöarna Fågelsjön respektive Tyckeln, som avrinner till Björnån ut i Voxnan nedströms Björnsjön.

#### Årsreglering och miljöeffekterna för Voxnan
Årsregleringen av övre Voxnan medför att det genom EU utnämnda Natura 2000-området övre Voxnan inte kan klassas som vattenförekomst med god hydrologisk eller ekologisk status, så som det är förpliktigat enligt EU:s vattendirektiv.
Elkraftbehovet i Sverige är störst på vintern och minst på sommaren. För Voxnan och norrlandsälvarna är den naturliga vattenföringen lägst under vintern och högst under våren och sommarhalvåret. Syftet med årsreglering av älvar är att möjliggöra en omfördelning av tillgången av vattnet, att bättre motsvara kraftbehovet under året. Årsreglering innebär alltså en omvänd vattenföring (omvänd vattenregim) mot den hydrologiskt naturliga cykeln, vattnets naturliga kretslopp, med sin genom årsregleringen högsta vattentappning under högvintern i stället för naturligt under vårfloden. Alltså med tömning av vattenmagasinen under högvintern klart till tiden för vårfloden, med återfyllnad sedan under vårfloden och fortsatt återfyllnad under sommaren och länge in på hösten.
Naturligt sker alltså omvänt det lägsta vattenflödet alltid vintertid i stället för sommartid och det naturligt högsta alltid under vårflod. Voxnan har alltså inte hydrologiskt naturlig vattenföring.
Hög vattenföring under kallaste vintern medför för strömhabitaten skadlig påverkan genom bildning av krav, 1–3 mm stora iskristaller, och bildad kravis. Genom högvattnet bildas vid de turbulenta forsarna dels onaturligt högt upp strandis och dels täckande bottenis, som växer ner i strömmen från stränder eller fasta uppstickande punkter i strömmen. Bottenfauna och lagd öringsrom i lekbottnar fryser in, dödas och bottnarna eroderas genom att en allt växande bottenis kan lyfta och sprida bort infruset bottengrus tills hård stenig bottenyta, så kallad "stenpäls" bildats.
Strömfisken skadas och störs av krav, vid för långvarigt bildad stor mängd iskristaller (issörja) i forsarna vid turbulent högvatten. Strömfisken, särskilt öringsyngel, tvingas därmed till utvandring ur strömmen nedströms till något kravfritt, djupare och längre lugnvatten. Där kan då predatorer, vanligen gäddan finnas och ta den då stressade, skadade och vilsna strömfisken som enkla offer. Vilket som följd decimerar strömfiskbeståndet och gynnar gäddbeståndet.
I strandhabitaten vid strömmarna, som fryser in högre än vid naturlig vintervattenföring, skadas eller avdödas strandväxtarter. Habitaten eroderas av växande strandis när den fastfrusen sedan lossnar så att den naturliga biodiversiteten där och närmast intill upp på land minskar och ändras till ersättande pionjärarter.
Voxnan är alltså geomorfologiskt och hydrologiskt omskapad, tidigare anlagd till kanal för bäst möjliga flottning av timmer genom grundlig flottledsrensning. Detta börjar vid Björnåns utlopp i Voxnan och Voxnan är med sina många (13 st) årsregleringsmagasin i biflödena numera använd reglerad för bästa vinstmöjliga vattentransport från magasinen, för driftvattenförsörjning, vattenkraftvatten, till kraftverken i nedre delar av Voxnan och Ljusnan.
Voxnan är alltså inte i sin övre dock naturskyddade del någon geomorfologiskt eller hydrologiskt naturlig eller orörd älv, som har någon sann vildmarkskaraktär, som falskt har anförts i viss reklam eller i osaklig information. Som ekologisk konsekvens är också därför strömfiskbestånden hårt uttunnade och dvärgväxta. Uttunnade genom minskad och kravstörd tillgång på skyddande habitat och passande lekbottnar i strömmarna. Dvärgväxta genom näringsbrist som följd av bristande naturligt riklig bottenfauna till föda och ej naturliga strandhabitat, som kan tillföra strömmarna gynnsam och tillräckligt tillskott av gödande löv mm och utflygande för strömfisken närande landinsekter.

### Delsträcka Mjösjöströmmen-Hylströmmen
Voxnan nedströms Mjösjön fortsätter i samma sprickdal som Voxsjöarna i cirka 55 km med 111 m nivåfall till gränsen mot Ovanåkers kommun, nära uppströms Hylströmmen.
Voxnan fortsätter nedströms Mjösjön att vara landskapsgräns mellan Dalarna och Hälsingland, ända ned till strömmen Klöv(er)häll, en från 1200-talet belagd gammal gränspunkt mellan Sverige och Norge.
Nedströms Mjösjön börjar den forsrika och brantaste delen av övre Voxnan ned till Hylströmmen, där Voxnan byter fåra till den parallella sprickdalen (med Loån uppströms) österut. På hela sträckan finns bara två små sjöar, Rullbosjön och Malungen. Vid Storlugnan ligger det enda kraftverket i Voxnan uppströms Vallhaga, som inte utnyttjar hela älvens vattenföring.
Den omvända vattenföringen med magasinfyllning och låg vattenföring sommartid är den uppenbara orsaken till att sträckan med ett femtiotal forsar av olika svårighetsgrader anses normalt möjligt paddlingsbar i forsarna bara i maj månad, utöver att sträckans svårighetsgrad också anses kräva erfarenhet av forspaddling.
Mellan Rullbo och Grästjärn finns nära längs efter Voxnan en cykelstig anlagd under tidigt 1930-tal för flottarnas transportbehov, som numera dock för olika delsträckor är omlagd till skogsbilväg eller skoterled.
Biflödet Jättån förser vid Rullbo Voxnan med årsregleringsvatten från den uppdämda Jättsjön och likaså förser Håvaån Voxnan med årsregleringsvatten från den uppdämda Storhamrasjön, ut till Voxnan vid Grästjärn strax uppströms Hylströmmen.
De viktiga biflödena i denna övre del av övre Voxnan är Jättån, Svartån, Västerhocklan och Håvaån.
Före högsta kustlinjen (230 m ö.h.), nära gränserna till Ljusdals, Ovanåkers och Rättviks kommuner, bildar Voxnan Hylströmmen, den största obundna forsen i södra Norrland, cirka 300 m lång med en fallhöjd i etapper av cirka 23 m.

### Delsträcka Nissjenlugnströmmen-Vinströmmen-Finnstuguströmmen
Nedströms Hylströmmen i Loåns sprickdal flyter Voxnan oftast alltmer mindre brant i strömmarna och med allt längre sträckor lugnt mellan strömmarna. Nedströms Vinströmmen finns bara den kortare enkla Gryckströmmen före den sedan cirka 20 km långa lättpaddlade lugnsträckan, som faller mindre än 5 m och är bitvis kraftigt meandrande, fram till Finnstuguströmmen. Längs Finnstuguströmmens norra sida finns en bra flottarstig för lämplig landtransport av kanoter förbi strömmen.
Årsregleringsvatten tillförs här till övre Voxnan genom Loån, från de dämda stora källsjöarna Storryggen och Dåasen genom den dämda Lossjön. Årsregleringsvatten tillförs även längre nedströms genom Gryckån från de dämda stora sjöarna Långarna och Grycken-Nöungen.
De viktiga biflödena i denna del av övre Voxnan är Loån, Gryckån och Sälmån.
Nedre hälften av övre Voxnan, från Hylströmmen, rinner genom ett av landhöjningen torrlagt moigt tallhedsområde, bildat från ett tidigare avsatt isälvsdeltaområde under högsta havsnivån vid Hylströmmens nedersta fall, med således successivt efter Voxnans fåra allt högre sandiga stränder och nedströms övergående till aktiva nipor. Genom landhöjningen och torrläggning tillfälligt bildat till öken, har nu deltaområdet långa sandhedar med dödisgropar och fossila vindblåsta sanddyner, bredvid innan isälvsbildade höga osvallade grusåsar, så kallade "getryggar" och alltså av Voxnan bildade storslaget mäktiga nipor vid Vinströmmen, Frostkilen, Överbo och Norrgårdarna.
Frostkilen är en särskilt vackert formad nipa i Voxnan, som djupt brant nedskuren slingrar sig genom ett skogigt hedlandskap. Frostkilen utgörs mitt emot nipan också av en U-formad lång och bred fin sandstrand med mycket vackert soligt läge. Sommartid är stranden en populär badplats, kommunens bästa för naturbad och rastplats för kanotpaddlare. Voxnan flyter här stilla förbi över sandbotten med ständigt fräscht vatten för bad och uppnår ibland badtemperaturer på 23-25 grader vid varmt väder.

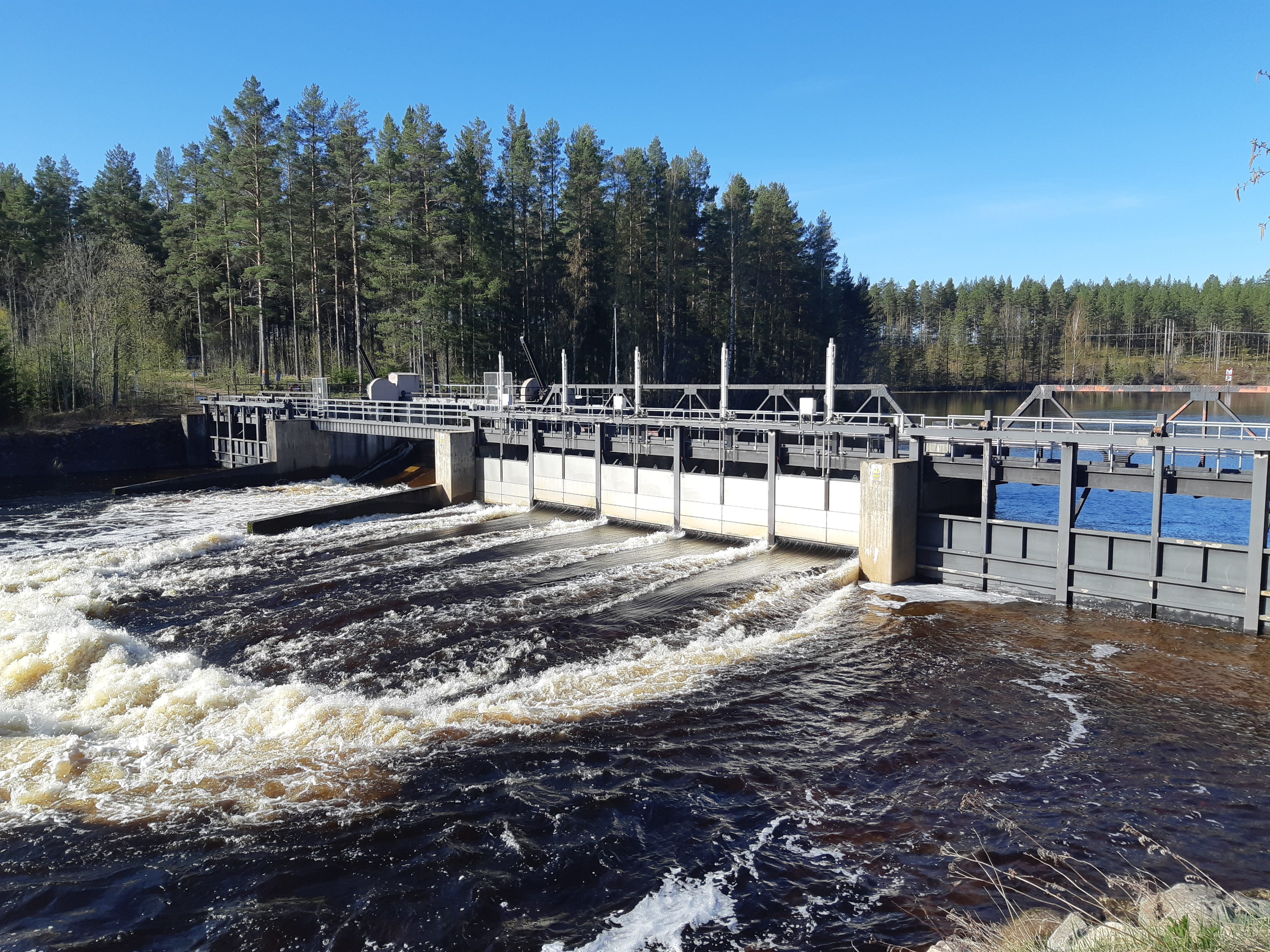
Regleringsdammen för Voxsjön vid Prästnäset Sunnerstaholm

### Voxnan inom Voxnadalen-Ljusnan
Vid Finnstuga nära stationssamhället Voxna böjer Voxnan av åt öster över Finnstuguströmmen och flyter sedan länge lugnt genom Voxnadalen, dock först genom Homnaströmmen och Stenkullströmmen, men sedan från Vallhaga kraftverk med de flesta av strömmarna utbyggda med vattenkraftverk och ofta torrlagda, före och genom Edsbyn och sedan genom Alfta. Från före Alfta faller Voxnan brant, utbyggd med den största fallhöjden och den längsta torrlagda sträckan för Voxnan, i cirka fyra km. Nedströms Alfta från Runemodammen till Sörängsströmmarna är Voxnan dock obrutet strömmande med fem strömmar och har en underhållen flottarstig, Flottarleden med flottarkoja och anlagda rastplatser i 7 km, längs efter norra strandsidan. Här, med början när vattnet når Viksjöfors, Alfta och Runemodammen, sker korttidsreglering med för Voxnan de högsta värdena, mest betydande vid Malviks kraftverk i Alfta. Nedströms i Voxnan ansluter åter en kraftverksutbyggd sista sträcka, vid Sunnerstaholm och Lenninge, som bidrar med viss korttidsreglering innan vattnet når Ljusnan genom den 1976 dämda sjön Varpen (för Landafors kraftverk), därigenom med den överdämda nedersta strömmen i Voxnan, vid byn Lenninge inom Bollnäs kommun.
Vid Viksjöfors tillförs Voxnan årsregleringsvatten från de dämda stora sjöarna Tälningen, Mållången och Grängen genom Nedre Tälningsån, Flaxnan, Frösteboån och Viksjöströmmen.
Viktiga biflöden i denna nedre del av Voxnan är Älmån, Ullungsån, Flaxnan-Viksjöströmmen, Hässjaån och Anneforsån.
En mer beskrivande och kulturanknytande redovisning av Voxnan och dess dalgång har skrivits av författaren Hans Lidman, Edsbyn.

## Naturskydd
Voxnan med biflöden uppströms vattenkraftverket Vallhaga är skyddat mot nya vattenverksamheter, vattenkraftsutbyggnad, enligt 4 kap. 6 § Miljöbalken. Voxnan ingår sedan 1988 i riksintresseområden för naturvården respektive friluftslivet.
En 10 mil lång sträcka av forsar och sel i Voxnan, och tio meter upp på stränderna, från nedanför Finnstuguströmmen vid Voxna och upp till Mjösjöns utlopp, är skyddad som naturreservat enligt Miljöbalken. År 2000 bildades en delsträcka av Voxnan till ett eget utvidgat naturreservat enligt Miljöbalken, från över Hylströmmen och nedströms en drygt kilometerlång sträcka benämnd Hylströmmens naturreservat, utvidgat med stora delar av skogsområdena längs båda stränderna och utvidgat uppströms längs fåran för den där nedåt anslutande nedre delen av Nissjabäcken.
Hela den övre Voxnan från Vallhaga är sedan 2006 klassad som ett Natura 2000-område  Dess bevarandeplan är uppdaterad 2017

## Flottning

### Tidig historik
Ett första försök till flottning av timmer i övre Voxnan skedde 1849 av Hamra-Björkbergs byamän, som misslyckades då hindren i den då orensade Voxnan var för många och för svåra. Försöket gavs upp.
Den första genomförda flottningen i övre Voxnan gjordes 1855, men på grund av för höga kostnader till följd av flottningshindren i den tills då orensade älvfåran inleddes allmän flottning först när övre Voxnan sedan stenblock-rensats tillräckligt för flottning och att Voxnans flottningsförening bildats 1869.
I nedre Voxnan, inom Alfta socken anlades flottled 1855–1860 och flottled anlades i biflödena inom Alfta socken i Telningsvattnet 1878–1880 och i Hässjaån 1885.

### Mästerflottaren Stor-Po
Johannes Olsson, den legendariske mästerflottaren Stor-Po, kom 1870 som 15-åring med sin äldre bror och andra värmlänningar till Alfta för att delta i flottningen i Voxnadalen. Han inledde och utvecklade här sin långa karriär som flottare, skogshuggare, flottningsförman och slutligen som specialist med enastående blick för att lossa flottningshindrande timmerbrötar. Ökänd levde han då i 50 år av att vara väntande på gästgivargårdar på att bli särskilt tillkallad med häst och vagn för lossning av timmerbrötar, så i Voxnan och i flera andra oftast närliggande flottleder. Detta utfördes skickligt, synnerligen djärvt och därför våghalsigt med livet som insats mot en väl tilltagen betalning (500 kr). Många var historierna() om Stor-Pos äventyrliga bravader. Han gjorde också, som ovanligt storväxt (190 cm) och kraftigt byggd, balanserande märkligt viga och akrobatiska uppvisningar på en flytande timmerstock mot upptagande av kollekt.

### Allmän flottning
Voxnan användes som allmän flottled för timmer- och senare även för massavedstockar, från 1869 när Voxnans flottningsförening bildats fram till och med 1965, efter beslut då av Ljusnan-Voxnans flottningsförening om nedläggning av vidare allmän flottning i Voxnan, detta till följd av utkonkurrerande länge allt tilltagande utbyggnad av skogsbilvägar och lämpligare mer ekonomiska timmerbiltransporter av det möjliga flottgodset. 1966 flottades det alltså ej i Voxnan men under sommaren utbröt en större skogsbrand vid Klucksjön överst i Voxnan, varför det beslöts att ändå som särskild flottning flotta ner det sotsvarta timret 1967. Den allmänna flottningen i Ljusnan avslutades sedan också år 1967.

## Fiskbestånd
Voxnan är rik på fiskarter av i allmänhet svaga bestånd, redan enligt Svenskt Fiskerilexikon 1920. "Svag" förekomst anges för "Elritsa, Gös, Id, Sarv, Stäm". Förekomst "under medelmåttan" anges för "Abborre, Blanklax, Braxen, Grålax, Gädda, Lake, Löja, Mört, Sik". "Medelmåttig" förekomst anges för "Harr, Ål".
Sedan 1850-talet har allt tilltagande grundlig flottledsrensning av för flottning störande stenblock med mera åtgärder utförts i strömfårorna i Voxnan som därigenom försämrat livsvillkoren för och kritiskt minskat tillgång och mängden av bottenfaunan (strömfisknäringen) och strömfiskbestånden. Bestånden av harr och öring, tillväxer därför under unga år onaturligt för långsamt under näringsbrist.
Den numera småväxta harren i Voxnan har visats därigenom bli så dvärgväxt och magert inte alltid kunna tillväxa längre än till drygt 30 cm längd vid uppnådd gammal ålder, med stagnerande tillväxt till bara cirka 32 cm maxlängd. En 30 cm lång harr i övre Voxnan är konstaterad 60 månader (5+) gammal mot 34 månader (2+) i en motsvarande men ekologiskt optimal skogsälv, Gimån i sydöstra Jämtland. I Gimån visar tillväxten ingen tendens att stagnera ens hos harrar på drygt 40 cm. Maxlängden för harren i Gimån har beräknats teoretiskt kunna uppgå till 54 cm , vilket borde kunna vara ett produktionstak även för harren i övre Voxnan under ekologiskt optimala förutsättningar, med möjligt uppnådda vikter för harren om 1,5–2 kg mot nuvarande maxvikter om cirka 0,3 kg vid cirka 32 cm längd.
Dels drabbas strömfiskbestånden, tydligen främst den yngre öringen, som i strömvatten är stationärt revirhållande hela året, av den kallaste vinterns kravbildning, detta brukligt återkommande först efter flottningsepokens slut, med hög vintervattenavtappning ur sjömagasinen i Voxnans biflöden. En så kallad omvänd vattenregim med onaturligt maxflöde vintertid, när vattentillgången naturligt ska vara som lägst. Öringen prejas då ned stressad av kravbildningen till tillräckligt långa djupa lugnvatten där krav flyter upp till isytans undersida och där rovfisk, främst gäddor står och kan predatera på den störda föryngrade öringen.
Vidare kan av öring lagd rom frysa in och dödas genom riklig bottenisbildning över använda lekbottnar som följd av omvänd vattenregim och lokalt slå ut föryngring av arten. Därvid kan också genom bottenisbildningens tilltagande lyftkraft infryst småsten kunna lyftas och medföljande isen flyttas nedströms och försämra bottnen för lek, småningom till förhårdnad för lek oanvändbar stenbotten, så kallad "stenpäls".
Öring har också visats förekomma mycket begränsat i strömmarna i Voxnan inom Voxnans naturvårdsområde. Vid översiktligt elprovfiske i övre Voxnan 2007 fångades inte en enda årsunge av öring, så kallad 0+. Det finns därför publicerat en slutsats därav att öringsbeståndet i Voxnan mer eller mindre har kollapsat.
Sedan vattenkraftverk börjat byggas i Voxnan och i Ljusnan från 1944–1945 har uppvandring till Voxnan av lax, havsöring och ål upphört. Viss enligt vattendom till antal ospecificerad och därför varierande årlig utsättning av ålyngel, glasål eller gulål sker i Voxnan, fångade nederst i Ljusnan vid Ljusne.
I uppräkningen från 1920 saknas dock stensimpa, gärs och bäcknejonöga, som också finns påträffade vid elfisken i Voxnan, möjligen men osäkert finns även bergsimpa i de högsta avrinningsområdena.